# قیافا
قیافا کاهن اعظم یهودی در زمانه عیسی ناصری بود. مطابق با نوشته انجیل متی، پس از خیانت یهودا، عیسی مسیح را دستگیر و به خانه قیافا می‌برند. بنا به نوشته های کتب عهد جدید در آنجا همه سران یهود گرد آمده بودند و مسیح را دشنام و آزار دادند.

## نگارخانه

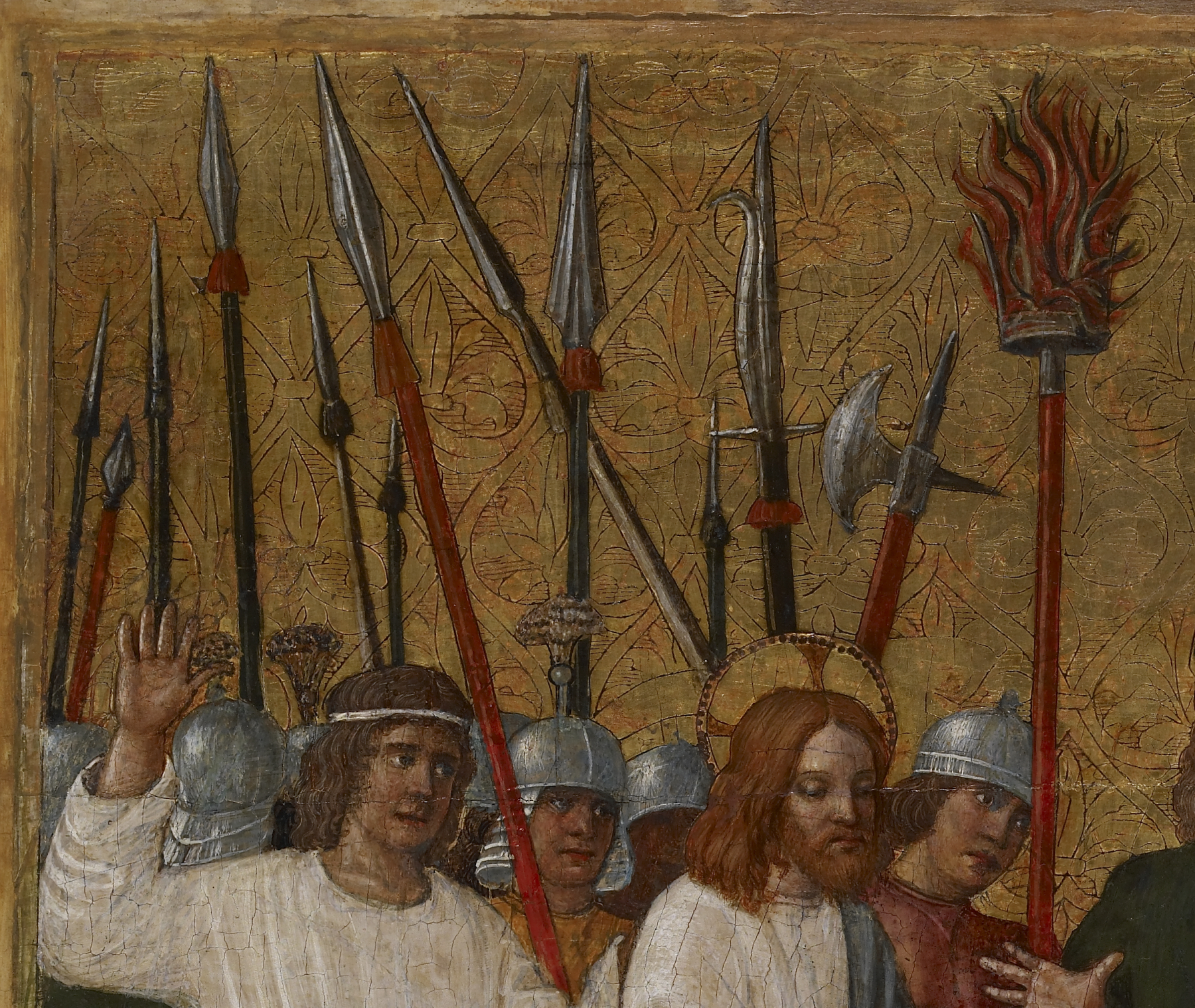